# Воронежский Камерный театр
Воро́нежский Ка́мерный теа́тр — драматический театр, основанный в Воронеже в 1993 году театральным режиссёром Михаилом Бычковым.

## История театра
Камерный театр учреждён 30 марта 1993 года, является государственным репертуарным театром, имеет стационарное помещение с большим залом на 180 мест и малым залом на 70 мест, и постоянную труппу из 20 актёров, играет около 200 спектаклей в год. Театр расположен в новом специально спроектированном здании в центре города на улице Карла Маркса. 20 лет театр арендовал помещение в правом крыле Дворца культуры железнодорожников (зал на 100 мест), на месте которого в XIX веке располагался сад «Эрмитаж» с летним театром, а появившееся в начале XX века на его месте здание «Общественного собрания» (тот самый Дворец культуры) многие годы давало приют гастролирующим труппам. Эмблемой театра являлся рыцарь в шляпе с пером и шпагой в руках, восседающий на лошадке с куриными ножками. Этот символ идёт из средневековья, где лошадка (нем. hobbyhorse) была символом театрализованного народного действа.
Премьера первого спектакля театра, трагедии Расина «Береника», состоялась 21 июня 1994 года. На тот момент в труппе театра состояли четыре актёра — Олег Мокшанов, Сергей Лялин, Сергей Козлов и Наталья Шевченко.
В 1995 году за создание Камерного театра и постановку спектаклей «Сторож», «Персона», «Jamais», художественный руководитель театра Михаил Бычков был удостоен премии имени К. С. Станиславского.
В 1996 году Театр Наций пригласил труппу Камерного для выступления в Москве. Театр представил своё искусство столичным критикам, актёрам, режиссёрам: Н. Крымовой, А. Свободину, И. Соловьёвой, Б. Поюровскому, В. Гафту, П. Хомскому, С. Женовачу и многим другим. 
Сегодня почти повсеместно существует намеренное снижение, крайнее упрощение сценического языка, огрубление, опрощение. Вот у вас ничего этого нет, вы чисты, потому что Бергман, Вертинский, Пинтер — всё очень значительно.Из стенограммы выступления А. Свободина перед актёрами Камерного, 
В 1996 году театр пережил кризис, связанный с уходом основного актёрского состава. В 1998 году Михаил Бычков вновь поставил «Беренику» — с обновлённым составом актёров.
К 1999 году о Камерном театре говорили не только в России, его приглашали участвовать во многих фестивалях как внутри страны, так и за рубежом, но в конце 1999 — начале 2000 годов театр едва не лишили помещения. Спасла активная позиция его верных зрителей, журналистов и общественных деятелей, сумевших отвоевать театр у бюрократической машины. Проблема вновь обострилась в 2004 году: театр существовал без собственного помещения под постоянной угрозой выселения из арендуемого помещения ДК Железнодорожников. В сентябре 2014 года у театра появилось новое четырёхэтажное здание в центре города: два зала, театральное кафе, арт-галереи, студия звукозаписи, оснащённое по последнему слову техники. Тем не менее, старое помещение в ДК Железнодорожников пока оставалось за театром, в нём проходили некоторые спектакли и репетиции молодых актёров — студентов курса Михаила Бычкова в Воронежской государственной академии искусств.
26 ноября 1999 состоялась премьера одного из самых удачных спектаклей Камерного — «Дядюшкин сон» по Ф. М. Достоевскому. Спектаклем заинтересовался Экспертный совет национальной премии «Золотая маска» и выдвинул его на соискание этой самой престижной театральной награды в нашей стране, причём сразу по пяти номинациям:
- лучший драматический спектакль малой формы;
- лучшая режиссура (М.Бычков);
- лучшее оформление (Ю. Гальперин);
- лучшая женская роль (Т. Кутихина);
- лучшая мужская роль (А. Абдулаев).

Лучшей женской ролью признали работу Т. Кутихиной. Таким образом, Камерный стал одним из немногих провинциальных театров, имеющих эту награду (в Воронеже он стал вторым — первую в городе «Золотую маску» получила актриса Академического театра драмы им. А. В. Кольцова Римма Мануковская). В частности, в газете „Ведомости“ писали: „Дядюшкин сон“ — едва ли не единственная за несколько лет постановка из провинции, которую на „Золотой маске“ должно оценивать без учёта географического положения, на равных с московской и петербургской театральной продукцией».

В 2002 году вышла книга воронежского театроведа Зиновия Анчиполовского «Театр Михаила Бычкова», значительная часть которой посвящена анализу постановок Камерного театра. В ней в том числе автор даёт характеристику[откуда?]:
Камерный театр — это театр раздумий. И выбор репертуара, и постановочные решения во многом диктуются интеллектуальными задачами, стремлением показать противоборство идей, мировоззренческие схватки. Режиссёр как бы приглашает зрителя к размышлению, даже когда ему предстоит увидеть хорошо известное произведение.
В 2002 году спектакль Камерного театра «Фрёкен Жюли» участвовал в фестивале «Золотая Маска» в номинациях «Лучший спектакль малой формы» и «Лучшая работа режиссёра — Михаил Бычков», а также в фестивале «Театральный остров», проходившем в этом же году в Санкт-Петербурге.
В 2003 году на фестивале «Новая драма», проходившем в Москве, спектакль «Две маленькие пьесы» стал лучшей работой режиссёра (Михаил Бычков). В этом же году спектакль Камерного театра «Зима» был выдвинут на соискание национальной театральной Премии «Золотая Маска» в номинациях: «Лучший спектакль малой формы» и «Лучшая работа режиссёра».
21 июня 2009 года театр отметил своё 15-летие.
В 2010 году ещё одна постановка Камерного театра была выдвинута на «Золотую маску» — это спектакль «Электра и Орест» по Еврипиду.
Номинации:
- спектакль малой формы;
- работа режиссёра (М. Бычков);
- работа художника (Н. Симонов).

В январе 2011 года Камерный театр принял участие в Театральном фестивале, посвящённом 120-летию Осипа Мандельштама, проходившем в Москве и Санкт-Петербурге, — с постановкой «Мандельштам (Литературный вечер)». Спектакль был показан на сцене Центра им. Мейерхольда.
В октябре 2011 года Forbes включил Воронежский Камерный театр в 10 самых интересных провинциальных театров России, которые стоит посетить.
В 2013 году на премию «Золотая маска» был выдвинут спектакль «Дураки на периферии»:
- «Лучший спектакль в драме, малая форма»;
- «Лучшая работа режиссёра» (М.Бычков)[8].

В 2015 году Камерный театр получил вторую «Золотую маску» — спектакль «День города» стал лауреатом специального приза жюри — «За создание лучшего актёрского ансамбля».
В 2016 году Воронежский камерный театр получил 11 номинаций на премию «Золотая маска» за спектакли:
«Дядя Ваня»
- «Лучший спектакль в драме. Малая форма»;
- «Лучшая работа режиссера» — Михаил Бычков;
- «Лучшая работа художника» — Николай Симонов;
- «Лучшая работа художника по свету» — Евгений Ганзбург;
- «Лучшая женская роль» — Татьяна Бабенкова (Соня);
- «Лучшая мужская роль» — Андрей Новиков (Астров),
- «Лучшая мужская роль» — Камиль Тукаев (Войницкий)

«Ак и человечество»
- «Лучший спектакль в драме. Малая форма»;
- «Лучшая работа режиссера» — Дмитрий Егоров;
- «Лучшая работа художника по костюмам» — Евгений Лемешонок;
- «Лучшая женская роль второго плана» — Анастасия Майзингер (Уборщица)

В ноябре 2017 года была представлена танцевальная труппа Камерного театра, сформированная по результатам кастинга. Уже в 2019 году танцевальный спектакль театра «МЫ» по одноимённой антиутопии Е. Замятина (хореограф — Ольга Васильева) был представлен на «Золотой маске» в номинациях «Лучшая работа хореографа» и «Лучший спектакль в современном танце».
В 2019 году к двадцатипятилетнему юбилею театра было выпущено дополненное издание книги З. Анчиполовского и А. Ботниковой «Театр Михаила Бычова» и снят одноимённый фильм. В рамках 25-го сезона 2018/19 годов прошли показы архивных спектаклей, выставки, посвященные наследию и людям театра..
5 февраля 2019 года была открыта новая площадка — сцена в кафе «На минус первом».
Актёр Камиль Тукаев получил «Золотую маску» в номинации «Мужская роль / драма» за роль Креона в спектакле «Антигона», режиссёр и художник — Михаил Бычков..
31 октября 2019 года вербатим «День города» (лауреат «Золотой маски» — 2015) открыл 13-ю Красноярскую ярмарку книжной культуры — крупнейшую выставку издательств в Сибири и фестиваль с насыщенной интеллектуальной и перформативной программой, который проводится при поддержке Фонда Михаила Прохорова. С 20 по 22 декабря 2019 года в пространстве Воронежского Камерного театра прошёл третий фестиваль поэтического искусства «МАНДЕЛЬШТАМФЕСТ». Среди участников фестиваля были Константин Гадаев, Рома Либеров, Ирина Гринева, Анатолий Белый, Дмитрий Данилов, Михаил Айзенберг. 27 марта 2020 года Воронежский Камерный театр впервые досрочно завершил сезон в связи с ограничениями из-за пандемии .
В марте 2020 года театр выпустил премьеру первого в своей истории онлайн-спектакля «Выбрать троих» по zoom-пьесе Дмитрия Данилова в режиссуре Михаила Бычкова. 7 июля 2020 года Камерный театр начал 27 сезон, самый длинный в своей биографии..
В марте 2021 года танцевальный спектакль «Зеркало» хореографа Павла Глухова был номинирован на театральную премию «Золотая маска» в трёх номинациях, а 22 апреля 2021 года художник по свету Татьяна Мишина была награждена «Золотой маской» за работу над спектаклем «Зеркало».
В 2022 году «Золотую маску» присудили Павлу Глухову в номинации «Лучшая работа балетмейстера-хореографа в современном танце», спектакль «Плот Медузы». Премия «Золотая Маска» за 2023 год была вручена спектаклю Воронежского Камерного театра «Ребёнок» в номинации «Лучший спектакль в драме, малая форма» в постановке Антона Фёдорова.

### Увольнение Михаила Бычкова
21 ноября 2023 года распоряжением министра культуры Воронежской области Марии Мазур режиссёр Михаил Бычков был уволен с должности художественного руководителя Камерного театра, созданного им 30 лет назад. Бычков известен независимой и активной гражданской позицией: он протестовал против реформирования «Золотой маски», выступал в защиту осужденных по «театральному делу» Кирилла Серебренникова, а также был одним из тех, кто в феврале 2022 года подписал «письмо худруков», призывающее остановить вторжение России на Украину. 
Для Камерного театра это внезапное и немотивированное решение министерства — болезненный удар в юбилейный год, шок и катастрофа,— говорится в сообщении, которое распространил 21 ноября сам театр.
В связи с увольнением художественного Михаила Бычкова Камерный театр покинули три ведущие актрисы — Наталья Шевченко, Татьяна Бабенкова и Яна Кузина.

## Воронежский Камерный театр сегодня

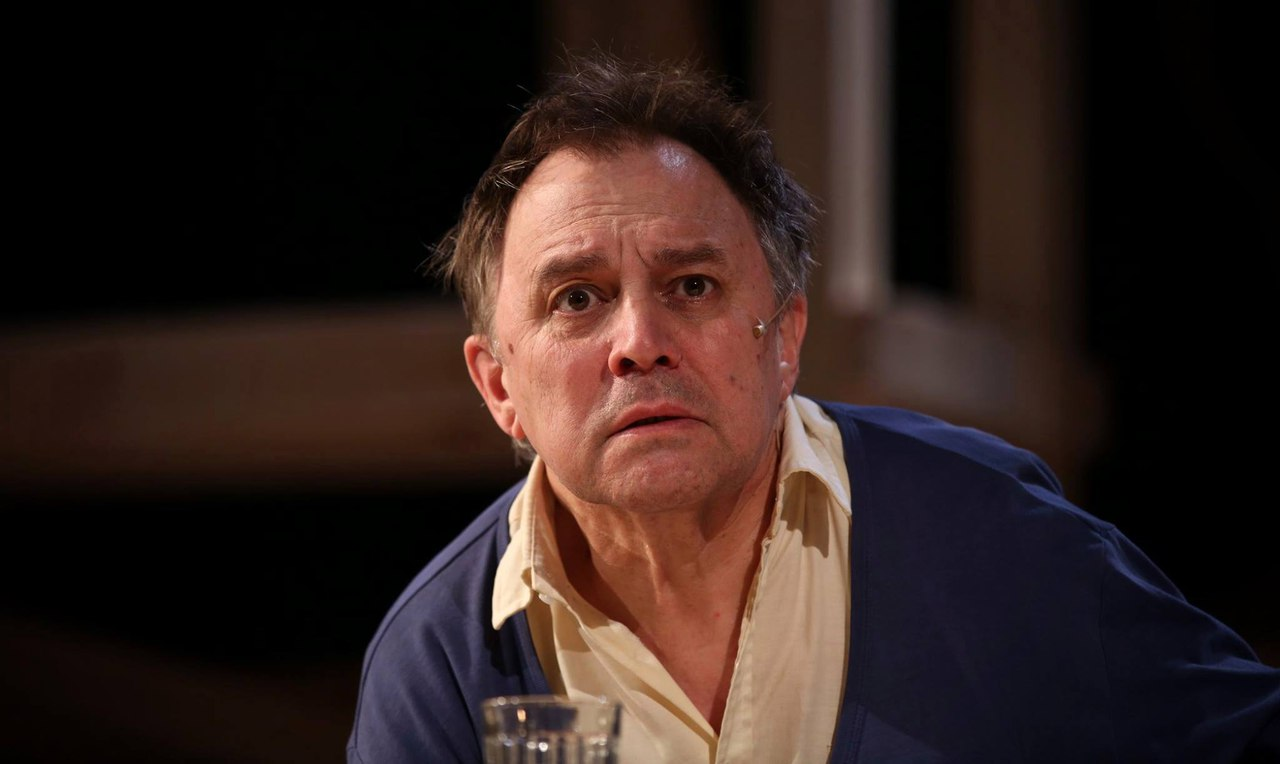
Камиль Тукаев в роли Войницкого в спектакле «Дядя Ваня»

### Драматическая труппа театра
- Андрей Аверьянов
- Елизавета Бошоер
- Борис Голощапов
- Михаил Гостев
- Людмила Гуськова
- Олег Луконин
- Андрей Мирошников
- Андрей Новиков
- Анастасия Новикова
- Юрий Овчинников
- Марина Погорельцева
- Татьяна Сезоненко
- Камиль Тукаев
- Тамара Цыганова
- Татьяна Чернявская
- Василий Шумский

### Танцевальная труппа театра
- Мария Беленева
- Наталья Неповинных
- Олег Петров
- Игорь Прудской
- Николай Гаврилин
- Ольга Рыжкова
- Виталий Шилов
- Авелина Мартинес
- Ксения Николаева
- Никита Чумаков
- Виталий Шилов

Актёры прошлых лет
- Алексей Гнеушев
- Елена Дахина
- Павел Ильин
- Сергей Козлов (1993—1996)
- Вадим Кривошеев
- Елена Лукиных
- Сергей Лялин
- Анастасия Майзингер
- Олег Мокшанов
- Владислав Моргунов (2012—2019)
- Екатерина Савченко ( ? — 2020)
- Наталья Шевченко  —  заслуженная артистка России, была среди четырёх первых актёров, выступавших в театре после его основания. Она играла ведущие роли в спектаклях «Вишневый сад», «Привидения», «Бальзаминов», «Мещане», «Кабала святош» и др[13].
- Татьяна Бабенкова — приглашенная актриса, за роль Сони в постановке «Дядя Ваня» Бабенкову номинировали на премию «Золотая маска»[13].
- Яна Кузина — номинантка на премию «Золотая маска» (2023) — участвовала в спектаклях «Ребенок», «Антигона», «Медведь», «Вишневый сад», «Игроки», «Мещане» и др[13].
- Георгий Яковлев

## Репертуар
- «Антигона», трагедия, Ж. Ануя, режиссёр Михаил Бычков
- «Бальзаминов», комедия, А. Островского, режиссёр Михаил Бычков
- "Вишнёвый сад"
- "Да здравствует король!"
- «Кабала святош», драма, М. Булгакова, режиссёр Михаил Бычков
- "Камень"
- «Олеанна», Дэвид Мэмет, режиссёр Михаил Бычков
- «Трамвай „Желание“», драма, Т. Уильямса, режиссёр Егор Равинский
- «Игроки», комедия, Н. Гоголя, режиссёр Михаил Бычков
- "Цветы для Элджернона"
- "Мещане"
- "Провинциальные анекдоты"
- "Привидения"
- "24 часа из жизни женщины"
- "Бальзаминов"
- "Сказка про Эрвина и госпожу Отт"
- "Смирнов, Попов и Балалайкин"

### Танцевальные спектакли
- «Плот Медузы», танцевальный спектакль, хореограф — Павел Глухов
- "Между двумя"
- "Отель Paradise"
- "Лёгкость бытия"
- "Horses"

## Спектакли прошлых лет
- «14 красных избушек», трагикомедия, Андрей Платонов, режиссёр Михаил Бычков
- «Jamais», по мотивам песен Александра Вертинского
- «Ак и человечество», рассказ, Ефим Зозуля, режиссёр Дмитрий Егоров
- «Альбом», шесть способов соблазнения, Аркадий Аверченко, режиссёр Георгий Цхвирава
- «Береника» Ж. Расина
- «Борис Годунов», комедия о настоящей беде Московскому государству, А. С. Пушкин, режиссёр Михаил Бычков
- «В ожидании Годо» С. Беккета
- «Вечность и ещё один день» М. Павича
- «Гедда Габлер», драма в четырёх действиях, Генрик Ибсен, режиссёр Михаил Бычков
- «До и после», драма, Роланд Шиммельпфенниг, режиссёр Михаил Бычков
- «Доходное место», комедия, А. Островского, режиссёр Михаил Бычков
- «Дядюшкин сон» Ф. Достоевского
- «Зима» Е. Гришковца
- «Каин» Дж. Байрона
- «Лондон», спектакль-читка, Максим Досько, режиссёры Камиль Тукаев, Юрий Овчинников
- «Мандельштам», спектакль по стихам и письмам Осипа Мандельштама, режиссёр Михаил Бычков
- «Маскарад» М. Ю. Лермонтова
- «Моцарт, Сальери и Смерть» В. В. Набокова, А. С. Пушкина
- «МЫ», танцевальный спектакль, по мотивам романа Е. Замятина «Мы», хореограф Ольга Васильева
- «Одноклассники», драма, Тадеуш Слободзянек, режиссёр Михаил Бычков
- «Осенний марафон», трагикомедия, Александр Володин, режиссёр Марфа Горвиц
- «Сокрытое в листве», версии, Акутагава Рюноскэ, режиссёр Илья Носоченко
- «Солнечный удар», драма, И. А. Бунин, режиссёр Ирина Керученко
- «Сторож» Г. Пинтера
- «Стулья» Э. Ионеско
- «Счастливая… с кремом!», моноспектакль, Надежда Тэффи, исполнительница — Екатерина Савченко
- «Тойбеле и её демон» И. Башевис-Зингера
- «Фрёкен Жюли» А. Стриндберга
- «Афродита», элегия, А. Платонова, режиссёр Елена Невежина
- «Безмолвная весна», танцевальный спектакль, по мотивам романа О. Хаксли «Обезьяна и сущность», хореограф Константин Кейхель
- «Гоголь переоделся Пушкиным», странная комедия, Д. Хармса, режиссёр Николай Русский
- «Гроза», драма, А. Островского, режиссёр Михаил Бычков
- «День Города», монологи горожан, режиссёр Михаил Бычков
- «Дураки на периферии», комедия, А. Платонова, режиссёр Михаил Бычков
- «Дядя Ваня», сцены из деревенской жизни, А. Чехова, режиссёр Михаил Бычков
- «Зеркало», танцевальный спектакль, хореограф — Павел Глухов
- «Каренин», драма, В. Сигарева, режиссёр Руслан Маликов
- «Метод Грёнхольма», стресс-тест, Жорди Гальсеран, режиссёр Георгий Цхвирава
- «Свадьба Кречинского», сцены, А. Сухово-Кобылина, режиссёр Владимир Данай
- «Сны Междуречья», танцевальный спектакль, хореограф — Виктория Арчая

## Награды
- Благодарность Министра культуры Российской Федерации (9 марта 2004 года) — за высокие творческие достижения, за большой вклад в развитие культуры и искусства и в связи с 10-летием со дня основания театра[14].